# 下溫楚鄉
45°59′N 23°30′E / 45.983°N 23.500°E
下溫楚鄉（羅馬尼亞語：Comuna Vințu de Jos, Alba），是羅馬尼亞的一个鄉份，位於該國中部，由阿爾巴縣負責管轄，面積88平方公里，海拔高度283米，2011年人口4,801，人口密度每平方公里60人。